# Disgregus bezarki
Disgregus bezarki là một loài bọ cánh cứng trong họ Cerambycidae.